# Andreas Johnson (ishockeyspelare)
Carl Andreas Johnson, född 21 november 1994 i Gävle, är en svensk professionell ishockeyspelare som spelar för Skellefteå AIK i SHL.
Han har tidigare spelat för New Jersey Devils, San Jose Sharks och Toronto Maple Leafs i NHL, liksom dess farmarlag Toronto Marlies i AHL med vilka han vann Calder Cup 2018. I Sverige har Johnson tidigare spelat för Frölunda HC i SHL och moderklubben HK Kings.

## Klubblagskarriär

### SHL

#### Frölunda HC
2014 blev han utsedd till årets rookie i SHL och säsongen 2015–16 vann Andreas Johnson SM-guld med Frölunda HC.

### NHL

#### Toronto Maple Leafs
Han valdes av Toronto Maple Leafs som 202:e spelare totalt i 2013 års NHL-draft.
2016–17 och delar av 2017–18 spelade han i Maple Leafs farmarlag Toronto Marlies. Han uttogs till 2018 års AHL All-Star Classic då lagkamraten Kasperi Kapanen kallats upp för spel i NHL.
Den 13 mars 2018 kallades Johnson upp till Maple Leafs och debuterade i NHL dagen därpå. Han gjorde sitt första mål i NHL-karriären nästa match, när Maple Leafs besegrade Montreal Canadiens med 4-0. Sammanlagt spelade han säsongen 2017/18 9 matcher i NHL:s grundserie med 3 poäng som facit, och 2 poäng på 6 matcher i Stanley Cup-slutspelet. I AHL gjorde han 54 poäng på 54 matcher i grundserien.
När Maple Leafs åkte ur slutspelet skickades han tillbaka till Toronto Marlies för att förstärka laget. Marlies gick vidare i Calder Cup-slutspelet och vann Calder Cup för första gången någonsin när man slog Dallas Stars farmarlag, Texas Stars, med 4-3 i matcher. Johnson utsågs till slutspelets mest värdefulle spelare med sina 24 poäng på 16 matcher i Calder Cup-slutspelet.
Under sommaren 2018 skrev Johnson på ett ettårigt tvåvägskontrakt med Maple Leafs, värt 787 500 dollar.
Johnson inledde säsongen 2018/19 i Maple Leafs och gjorde sitt första hattrick i NHL-karriären i den första perioden i en match mot Philadelphia Flyers den 24 november 2018.
Under sommaren 2019/20 skrev Johnson på ett fyraårigt kontrakt med Maple Leafs, värt 13,6 miljoner dollar.

#### New Jersey Devils
Han trejdades till New Jersey Devils 10 oktober 2020, i utbyte mot Joey Anderson.

## Privatliv
Andreas Johnson är son till Jonas Johnson, som bl.a. spelade för Frölunda HC under en längre tid. Han är bror till Jonathan Johnson som också spelar för Skellefteå AIK.

## Klubbar
- HK Kings, Moderklubb
- Frölunda HC, 2009– 2016

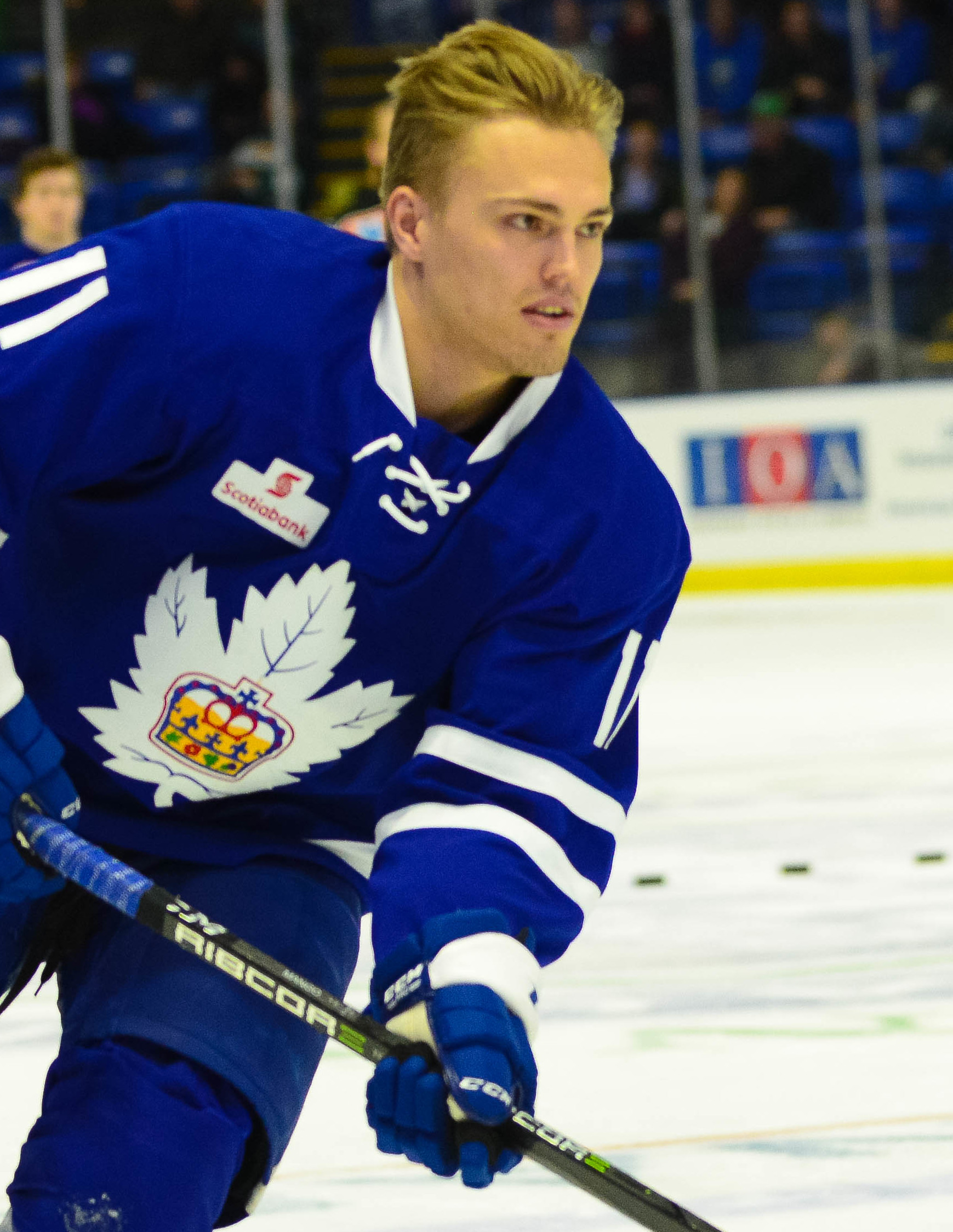
Andreas Johnsson under 2018 års AHL All-Star-evenemang

- Toronto Marlies 2016–2018
- Toronto Maple Leafs 2016–2020
- New Jersey Devils 2020–2023
- San Jose Sharks 2023
- Skellefteå AIK 2023–

## Statistik

### Klubbkarriär
| 2010–11    | Frölunda HC         | J20        | 30  | 9  | 5  | 14 | 4  | 3  | 0  | 1  | 1  | 0  |
| 2011–12    | Frölunda HC         | J20        | 42  | 19 | 13 | 32 | 75 | 2  | 0  | 0  | 0  | 0  |
| 2012–13    | Frölunda HC         | J20        | 42  | 23 | 31 | 54 | 54 | 4  | 1  | 1  | 2  | 12 |
| 2012–13    | Frölunda HC         | SEL        | 7   | 1  | 0  | 1  | 0  | 5  | 0  | 0  | 0  | 0  |
| 2013–14    | Frölunda HC         | J20        | 4   | 1  | 4  | 5  | 0  | —  | —  | —  | —  | —  |
| 2013–14    | Frölunda HC         | SHL        | 44  | 15 | 9  | 24 | 2  | 7  | 1  | 0  | 1  | 4  |
| 2014–15    | Frölunda HC         | SHL        | 55  | 22 | 13 | 35 | 34 | 8  | 2  | 2  | 4  | 4  |
| 2015–16    | Frölunda HC         | SHL        | 52  | 19 | 25 | 44 | 20 | 16 | 2  | 2  | 4  | 8  |
| 2015–16    | Toronto Marlies     | AHL        | —   | —  | —  | —  | —  | 2  | 0  | 0  | 0  | 0  |
| 2016–17    | Toronto Marlies     | AHL        | 75  | 20 | 27 | 47 | 42 | 11 | 6  | 0  | 6  | 13 |
| 2017–18    | Toronto Marlies     | AHL        | 54  | 26 | 28 | 54 | 53 | 16 | 10 | 14 | 24 | 4  |
| 2017–18    | Toronto Maple Leafs | NHL        | 9   | 2  | 1  | 3  | 0  | 6  | 1  | 1  | 2  | 2  |
| 2018–19    | Toronto Maple Leafs | NHL        | 73  | 20 | 23 | 43 | 32 | 7  | 1  | 3  | 4  | 0  |
| 2019–20    | Toronto Maple Leafs | NHL        | 43  | 8  | 13 | 21 | 14 | 1  | 0  | 0  | 0  | 0  |
| NHL totalt | NHL totalt          | NHL totalt | 125 | 30 | 37 | 67 | 46 | 14 | 2  | 4  | 6  | 2  |

### Internationellt
| År            | Lag           | Turnering     |               | Matcher | Mål | Assists | Poäng | Utv. |
| ------------- | ------------- | ------------- | ------------- | ------- | --- | ------- | ----- | ---- |
| 2014          | Sverige       | JVM           | 7             | 3       | 3   | 6       | 6     |      |
| Junior totalt | Junior totalt | Junior totalt | Junior totalt | 7       | 3   | 3       | 6     | 6    |